# Unterseeboot 175
Le Unterseeboot 175 (ou U-175) est un sous-marin allemand (U-Boot) de type IX.C utilisé par la Kriegsmarine pendant la Seconde Guerre mondiale.

## Historique
Mis en service le 5 décembre 1941, l'Unterseeboot 175 reçoit sa formation de base à Stettin en Allemagne dans la 4. Unterseebootsflottille jusqu'au 31 août 1942, il rejoint sa flottille de combat à la base sous-marine de Lorient, dans la 10. Unterseebootsflottille.
Il quitte le port de Kiel pour sa première patrouille le 15 août 1942 sous les ordres du Kapitänleutnant Heinrich Bruns.

Le 2 octobre 1942, l'U-Boot est attaqué à deux reprises par un bombardier Douglas B-18 américain (USAF), mais il ne subit pas de dommages.

Après 64 jours en mer et un palmarès de neuf navires marchands coulés pour un total de 33 442 tonneaux, il rejoint la base sous-marine de Lorient le 17 octobre 1942.

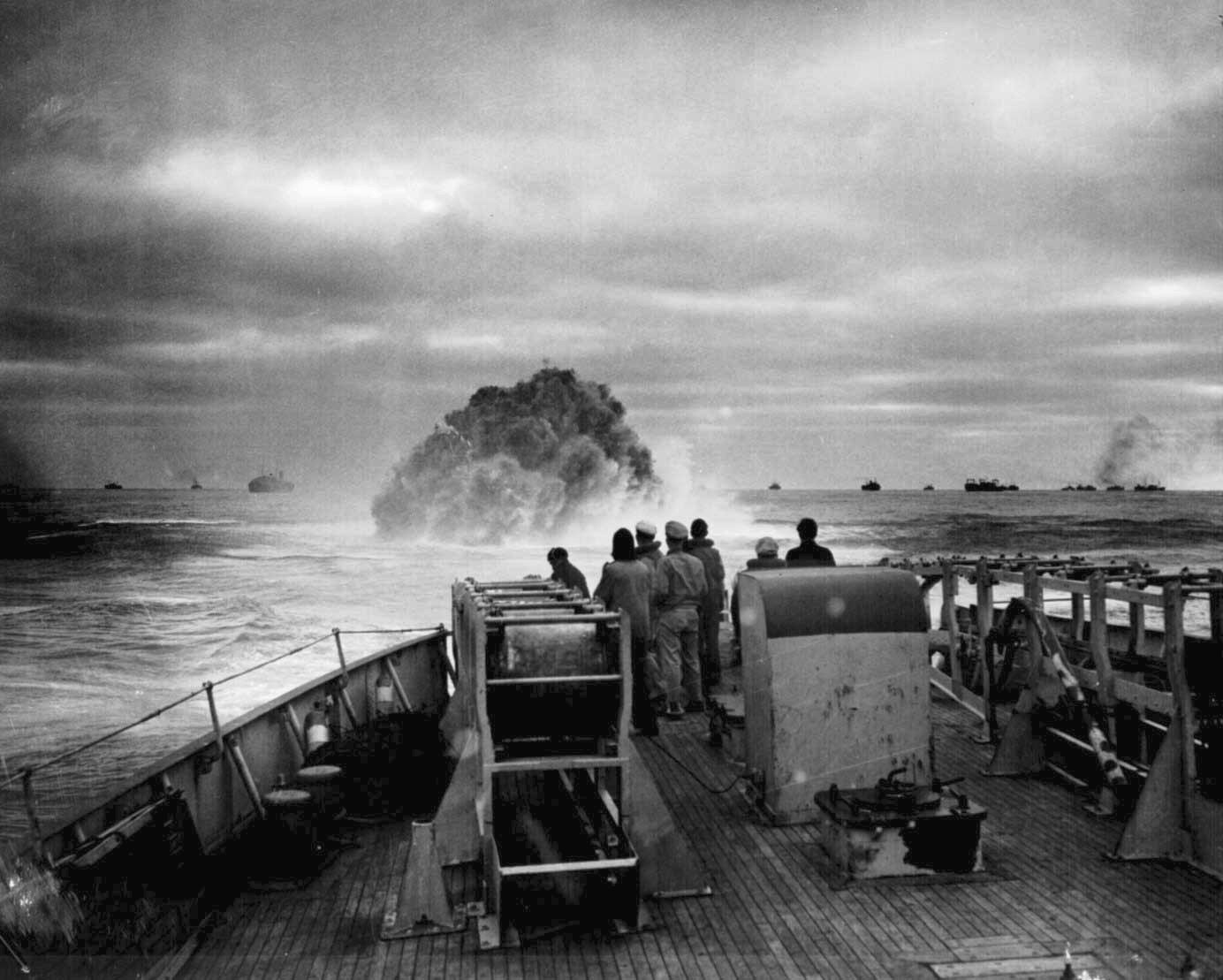
LUSS Spencer larguant des charges de profondeurs sur l'U-175, le 17 avril 1943.

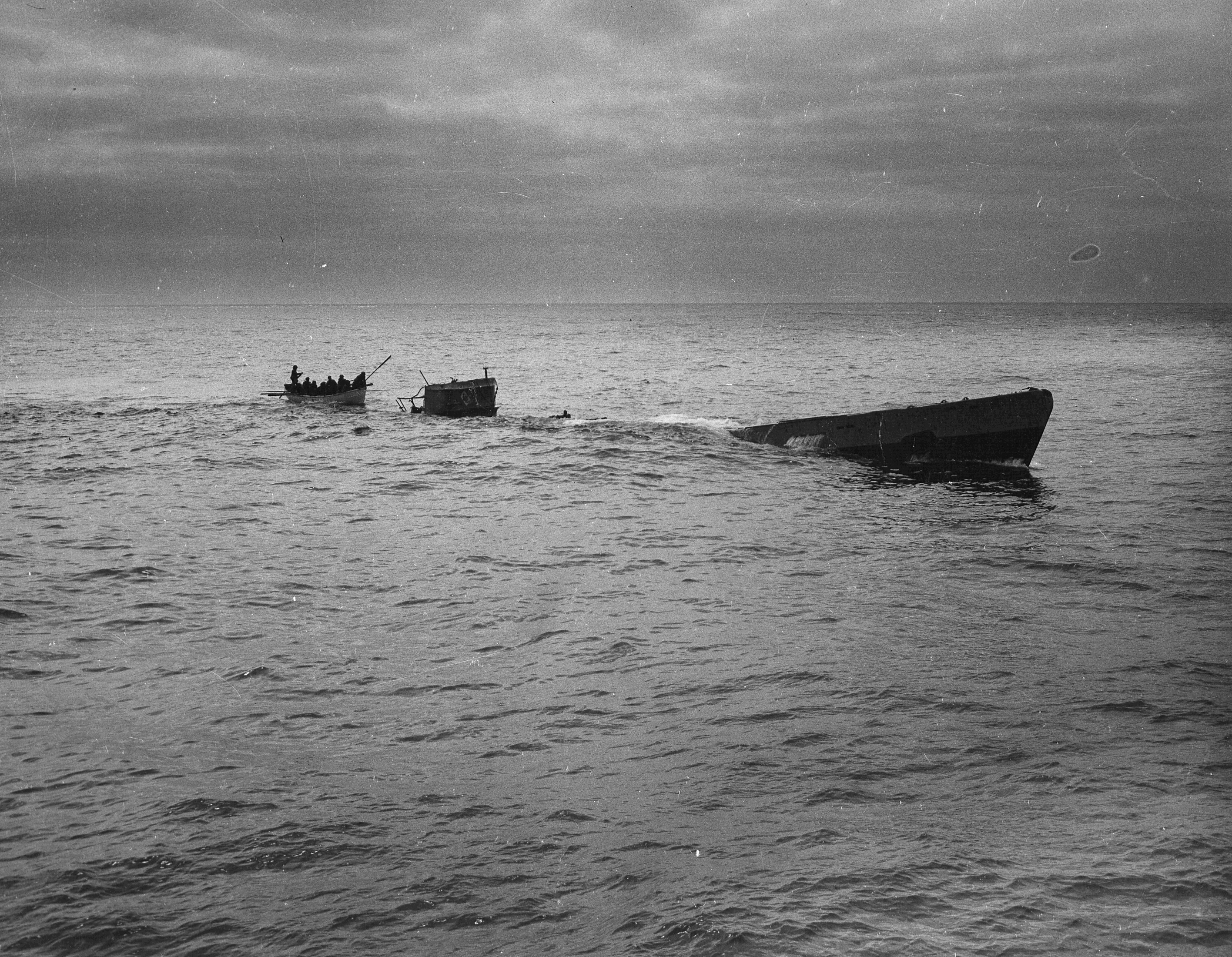
Canot de sauvetage du Spencer au secours des sous-mariniers de l'U-175 avant son naufrage.

Au cours de sa deuxième patrouille, le 1er janvier 1943, à 18 heures 53 minutes, au large de la Sierra Leone, cinq bombes sont larguées par un hydravion PBY Catalina britannique (RAF Squadron 270/V), causant des dommages mineurs.
Le 30 janvier 1943, à 16 heures 57 minutes, au sud-ouest de Dakar, un hydravion PBY Catalina britannique (RAF Squadron 270/G) largue six bombes sur l'U-Boot. D'importants dégâts limitent la capacité de la plongée de l'U-175 et une fuite d'huile provoqué une grave perte de carburant qui doit être reconstitué[pas clair] à partir de l'U-118 sous les ordres du korvettenkapitän Werner Czygan le 11 février 1943.

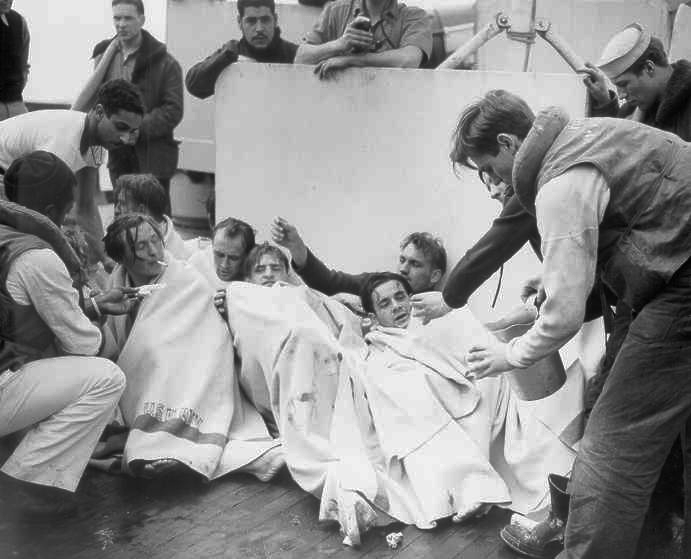
Des survivants de l'U-175 à bord du Spencer.

Sa troisième patrouille part du port de Lorient le 10 avril 1943, toujours sous les ordres d'Heinrich Bruns, promu le 1er avril 1943 au grade de Korvettenkapitän. Après huit jours en mer, l'U-175 est coulé le 17 avril 1943, au sud-ouest de l'Irlande, à la position de 47° 53′ N, 22° 04′ O, par des charges de profondeur et par des obus du garde-côte américain Spencer (en).
Treize membres de l'équipage sont tués, 19 sont recueillis par le Spencer et 22 par un autre garde-côtes, le Duane (en).

## Affectations successives
- 4. Unterseebootsflottille du 5 décembre 1941 au 31 août 1942 (entrainement)
- 10. Unterseebootsflottille du 1er septembre 1942 au 17 avril 1943 (service actif)

## Commandement
- korvettenkapitän Heinrich Bruns du 5 décembre 1941 au 17 avril 1943

## Patrouilles
L'Unterseeboot 175 a effectué trois patrouilles, lors lesquelles il a coulé dix navires pour un total de 40 619 tonneaux en 158 jours en mer.
|       | Commandant             | Départ              | Départ  | Arrivée            | Arrivée | Jours     | Succès   |
| ----- | ---------------------- | ------------------- | ------- | ------------------ | ------- | --------- | -------- |
| 1     | Kptlt. Heinrich Bruns  | 15 août 1942        | Kiel    | 17 octobrebre 1942 | Lorient | 64 jours  | 33 442   |
| 2     | Kptlt. Heinrich Bruns  | 7 1er décembre 1942 | Lorient | 24 février 1943    | Lorient | 86 jours  | 7 177    |
| 3     | KrvKpt. Heinrich Bruns | 10 avril 1943       | Lorient | 17 avril 1943      | Coulé   | 8 jours   |          |
| Total | Total                  | Total               | Total   | Total              | Total   | 158 jours | 40 619 t |

Note : Kptlt. = Kapitänleutnant - KrvKpt. = Korvettenkapitän

### Opérations Wolfpack
L'U-175 a opéré avec les Wolfpacks (meute de loups) durant sa carrière opérationnelle :
1. sans nom (15 avril 1943 - 17 avril 1943)

## Navires coulés
L'Unterseeboot 175 a coulé dix navires pour un total de 40 619 tonneaux lors de ses trois patrouilles (158 jours en mer).
| Date              | Nom                 | Nationalité | Tonnage (GRT) | Fait  |
| ----------------- | ------------------- | ----------- | ------------- | ----- |
| 18 septembre 1942 | Norfolk             | Canada      | 1 901         | Coulé |
| 21 septembre 1942 | Predsednik Kopajtic | Yougoslavie | 1 798         | Coulé |
| 24 septembre 1942 | West Chetac         | USA         | 5 627         | Coulé |
| 26 septembre 1942 | Tambour             | Panama      | 1 827         | Coulé |
| 28 septembre 1942 | Alcoa Mariner       | USA         | 5 590         | Coulé |
| 1er octobre 1942  | Empire Tennyson     | Royaume-Uni | 2 880         | Coulé |
| 2 octobre 1942    | Aneroid             | Panama      | 5 074         | Coulé |
| 4 octobre 1942    | Caribstar           | États-Unis  | 2 592         | Coulé |
| 5 octobre 1942    | William A. McKenney | USA         | 6 153         | Coulé |
| 23 janvier 1943   | Benjamin Smith      | USA         | 7 177         | Coulé |